# En bibo
En Bibo!!! es el sexto álbum de la banda punk rock  mexicana Seguimos Perdiendo, además del CD incorpora un DVD, los dos son grabaciones en vivo de conciertos en El Ghetto y en el Foro Alicia.
Incorpora un concierto completo y algunas grabaciones en acústico y sesiones en radio.

## Listado de temas
1. Puta Vida/Se Me Entumió La Mano De Tocar Ska - 3:05
2. La Carta (Una Carta) - 2:29
3. Lo Que Fui - 2:03
4. La Única Mujer - 2:33
5. Fantasma (Para Siempre) - 3:28
6. Plumón/Algún Día Unidos/Ojos De Perro/Que Carajos/Nuestro Rock - 5:01
7. Cosas Que No Entiendo - 1:59
8. La Partida de Madre- 3:37
9. Una Y Otra Vez - 3:18
10. Recuerdos Felices Del Alcoholismo/Santa Fe/A La Mierda - 4:00
11. Desamor - 2:36
12. Flaca - 1:49
13. Te Quiero Violar - 1:54
14. Fuiste El Sol - 1:47
15. Farolito - 3:22
16. Seguimos Perdiendo - 2:36
17. En Desamor(Acústica) - 2:58
18. En Tus Ojos(Acústica) - 3:54
19. Nena Boba(En presta radio) - 2:45
20. El Alcohol Es Más Fuerte(En presta radio) - 2:26
21. Puño De Tierra - 2:32

- Datos: Q5831907